# Modelo clásico
Los economistas clásicos, Adam Smith, Malthus, David Ricardo, etc. observaban un mundo de pequeñas explotaciones agrícolas, empresas y gremios. La variación del stock de capital ente nula, el producto no era constante y el ahorro e inversión variaban con el tiempo. El salario se medía en términos de jornal diario u horario.
El modelo clásico, de pleno empleo, estudia el equilibrio simultáneo en el mercado de trabajo, de bienes y monetario. 
La función de producción refleja la tecnología y el salario es el productividad marginal del trabajo. Las empresas contratan el personal que hace máximo el beneficio y la demanda de dinero es directamente proporcional a la renta. La oferta de dinero acude a la teoría cuantitativa del dinero que relaciona oferta monetaria, velocidad de circulación y cantidad de transacciones comerciales. El ahorro y la inversión varían con el tipo de interés. El nivel productivo o cantidad de output no afecta al tipo de interés. Un ahorro mayor hace disminuir los tipos de interés, una mayor inversión los aumenta.

## Empleo, salario y producto
Para los clásicos, un aumento del salario w conduce a un mayor número de personas que solicitan trabajo. La oferta laboral aumentará y la demanda de trabajadores por parte de los empresarios disminuirá.
| {\displaystyle \ n=n(w)}             |
| {\displaystyle \ {\frac {dw}{dn}}>0} |

La cantidad de personas empleadas determinan un nivel productivo y a través de la función de producción.
| {\displaystyle \ y=y(n)}             |
| {\displaystyle \ {\frac {dy}{dn}}>0} |

Si aumenta la cantidad producida y, también lo hará el nivel de empleo n, pero este aumento será decreciente al existir siempre algún factor fijo como la tierra. 
| {\displaystyle \ {\frac {d(dy)}{dn}}<0} |

El empresario clásico contrata personal hasta el nivel en el que su productividad marginal, es decir, la cantidad de aumento de producto atribuible al nuevo trabajador iguala el salario percibido por el mismo.
| {\displaystyle \ {\frac {dy}{dn}}=w} |

Si la oferta laboral aumenta, el nivel productivo y empleo asociado aumenta. Sin embargo, el salario real, es decir, el salario medido en términos de productos que se pueden comprar, desciende.

## Demanda de dinero
La oferta monetaria en la economía clásica es constante.  En equilibrio, la oferta monetaria es igual a la demanda. Relacionan aumentos de precios y masa monetaria utilizando la ecuación de la teoría cuantitativa del dinero. 
| {\displaystyle \ MV=T} |

M es la oferta monetaria. V es la velocidad de circulación. T es el número de transacciones económicas. Los economistas clásicos relacionan transacciones T y renta monetaria Y.
| {\displaystyle \ T=bY} |

Sustituyendo en la primera ecuación
| {\displaystyle \ MV=bY} |

Despejando M, oferta monetaria
| {\displaystyle \ M={\frac {b}{V}}Y} |

Llamando k a la expresión b/V
| {\displaystyle \ k={\frac {b}{V}}\Rightarrow M=kY} |

Sustituyendo Y renta monetaria por su valor real y=Y/P
| {\displaystyle \ M=kY\Rightarrow M=kyP} |

Si la oferta monetaria aumenta, el nivel de precios quedará afectado pero también la renta real. Si fijamos la oferta monetaria y el producto crece, el nivel de precios P disminuye y por tanto, el salario real aumenta por la deflación. Si M e Y, se mueven síncrónicamente, el nivel de precios no variará sustancialmente.

## Ahorro e inversión
El equilibrio clásico considera que ahorro e inversión varían con el tipo de interés r. La demanda de inversión es igual a la oferta de ahorro.
| {\displaystyle \ s(r)=i(r)} |

Si el tipo de interés aumenta, crecerá el ahorro y disminuirá la inversión.
| {\displaystyle \ {\frac {di(r)}{dr}}<0} |
| {\displaystyle \ {\frac {ds(r)}{dr}}>0} |

Si la demanda de bienes aumenta, la inversión crecerá y también el tipo de interés.

## Solución única
El modelo contiene ocho variables Y, W, M, y, w, n, P,r  reducidas a cinco si utilizamos las identidades e igualdad siguientes 
| {\displaystyle \ Y=Py}  |
| {\displaystyle \ W=wP}  |
| {\displaystyle \ M=kte} |

Al fijar la oferta monetaria, el modelo consta de cinco variables dentro de un sistema de seis ecuaciones, tres ecuaciones de oferta y tres ecuaciones de demanda. El modelo determina una solución única de pleno empleo.